# Aslı Çakır Alptekin
Aslı Çakır Alptekin (Adalia, 20 agosto 1985) è una mezzofondista e siepista turca.

## Biografia
Nel 2004 ricevette una squalifica di due anni per doping (dal 22 settembre 2004 al 21 settembre 2006) con l'annullamento dei risultati ottenuti dal 15 luglio 2004 fino al settembre del 2006.
Il 10 agosto 2012 si è aggiudicata la medaglia d'oro nei 1500 metri piani ai Giochi olimpici di Londra. La stessa medaglia è poi stata revocata il 17 agosto 2015 insieme a tutti i titoli, medaglie, punti e premi ottenuti dal 29 luglio 2010.

## Record nazionali
- 1500 metri piani indoor: 4'08"74 ( Istanbul, 10 marzo 2012)

## Progressione

### 1500 metri piani
| Stagione | Risultato | Luogo       | Data           | Rank. Mond. |
| -------- | --------- | ----------- | -------------- | ----------- |
| 2012     | 3'56"62   | Saint-Denis | 6 luglio 2012  | -           |
| 2011     | 4'05"53   | Budapest    | 30 luglio 2011 | -           |
| 2010     | 4'02"17   | Barcellona  | 1º agosto 2010 | -           |
| 2009     | 4'08"07   | Orissa      | 6 luglio 2009  | -           |

### 3000 metri siepi
| Stagione | Risultato | Luogo    | Data           | Rank. Mond. |
| -------- | --------- | -------- | -------------- | ----------- |
| 2009     | 9'36"01   | Istanbul | 13 giugno 2009 | -           |
| 2008     | 9'43"34   | Istanbul | 21 giugno 2008 | -           |
| 2004     | 10'08"87  | Grosseto | 13 luglio 2004 | -           |

## Palmarès
| Anno | Manifestazione    | Sede       | Evento       | Risultato | Prestazione | Note  |
| ---- | ----------------- | ---------- | ------------ | --------- | ----------- | ----- |
| 2003 | Mondiali di cross | Losanna    | Juniores     | 55ª       | 24'05"      |       |
| 2004 | Mondiali juniores | Grosseto   | 3000 m siepi | Finale    | dq          | [ 3 ] |
| 2008 | Giochi olimpici   | Pechino    | 3000 m siepi | Batteria  | 10'05"76    |       |
| 2009 | Mondiali          | Berlino    | 3000 m siepi | Batteria  | 10'06"64    |       |
| 2010 | Europei           | Barcellona | 1500 m piani | dq        | dq          |       |
| 2011 | Universiadi       | Shenzhen   | 1500 m piani | dq        | dq          |       |
| 2011 | Mondiali          | Daegu      | 1500 m piani | dq        | dq          |       |
| 2012 | Mondiali indoor   | Istanbul   | 1500 m piani | dq        | dq          |       |
| 2012 | Europei           | Helsinki   | 1500 m piani | dq        | dq          |       |
| 2012 | Giochi olimpici   | Londra     | 1500 m piani | dq        | dq          |       |

## Altre competizioni internazionali
2010
- 5ª in Coppa continentale ( Spalato), 1500 metri – 4'22"43